# Inspekt

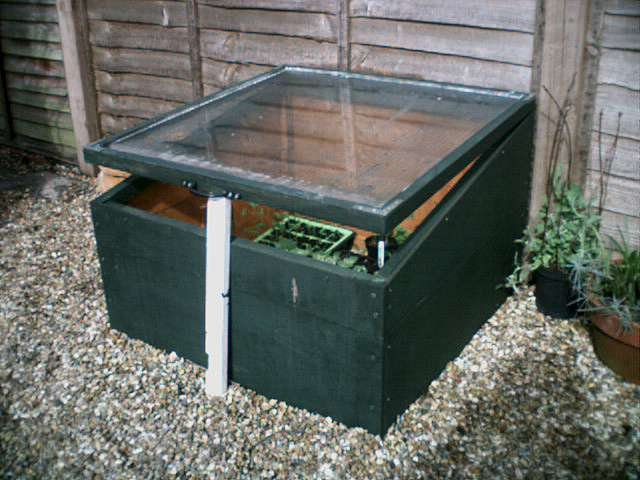
Przykładowy inspekt przydomowy

Inspekt, przyspiesznik – urządzenie, dzięki któremu możliwa jest uprawa roślin w ciągu zimy, wczesnej wiosny, czy późnej jesieni w strefach klimatu umiarkowanego.
Inspektem jest zwykle skrzynia wykonana z drewna, lekkiego betonu lub tworzyw sztucznych, nakryta oknami inspektowymi, wpuszczona na stałe w ziemię lub czasem przenośna.
Inspekty wykorzystuje się do produkcji rozsady roślin charakteryzujących się długim okresem wegetacji, takich jak pomidor, aby przyspieszyć plonowanie np. u kalafiorów czy ogórków lub też by uzyskać plony roślin zawodzących w pewnych warunkach klimatycznych, np. w Polsce: melon, kawon, papryka.
Ze względu na dużą pracochłonność i kosztowność inspekty zastępuje się tunelami foliowymi.

## Rodzaje inspektów
- Ze względu na nachylenie okien inspektowych:
  - inspekt jednospadowy, z oknem skierowany na południe
  - inspekt dwuspadowy (tzw. belgijka)
- Ze względu na temperaturę:
  - inspekty zimne – ogrzewa jedynie energia słoneczna
  - inspekty ciepłe – tu dodatkowo używa się źródła ciepła, np. końskiego obornika lub instalacji z gorącą wodą.